# Terujoši Itó
Terujoši Itó (* 31. srpna 1974) je bývalý japonský fotbalista.

## Reprezentační kariéra
Terujoši Itó odehrál 27 reprezentačních utkání. S japonskou reprezentací se zúčastnil Mistrovství světa 1998.

## Statistiky
| Japonsko | Japonsko | Japonsko |
| Roky     | Záp.     | Góly     |
| -------- | -------- | -------- |
| 1997     | 1        | 0        |
| 1998     | 1        | 0        |
| 1999     | 7        | 0        |
| 2000     | 7        | 0        |
| 2001     | 11       | 0        |
| Celkem   | 27       | 0        |